# Légitime Violence (groupe)
Pour les articles homonymes, voir Légitime Violence.
Légitime Violence est un groupe de rock anticommuniste québécois formé à Québec en 2009.

## Histoire
Le groupe se forme à Québec en 2009. Initialement apolitique, le groupe finira par évoluer à l'extrême droite. Ses textes sont connus pour être extrêmement violents et radicaux. En 2011, le groupe a fait polémique après l’annonce de sa participation à Envol et macadam de Québec où sous la pression populaire, le festival retire leur concert de sa programmation,. En 2013 le groupe sème l'émoi en Europe. Le groupe est qualifié de néonazi par ses détracteurs, toutefois, le groupe dément formellement son appartenance au mouvement néonazi. Le groupe participe en 2015 à un concert néonazi à Talencieux, village français où se tiennent également des combats de free-fight,. L'organisation Atalante Québec fut formée autour de ce groupe. L'idéologie du groupe fut d'abord simplement nationaliste québécoise, puis le groupe s'est rapproché du nationalisme révolutionnaire.

## Discographie

### Albums
- 2011: Nouvelle France Skinhead
- 2011: Légitime Violence (Demo)
- 2013: Live en Belgique
- 2015: Rock Haine Oi!
- 2017: Défends

### Vidéos de concerts
- 2013: Live en Belgique
- 2013: Concert Québec
- 2015: Live in Scotland
- 2015: Live in France
- 2015: Live in Spain